# TotalEnergies

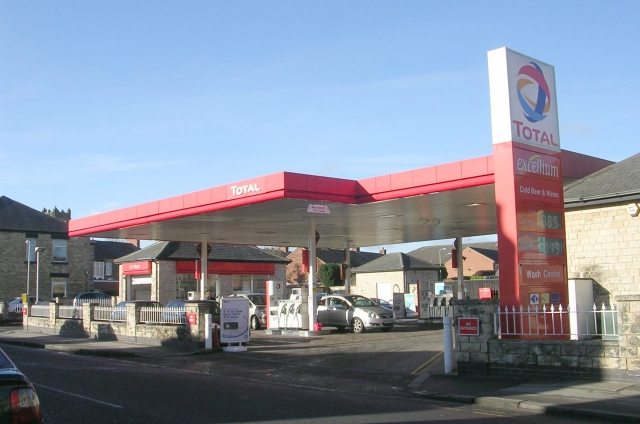
Автозаправна станція Total у Великій Британії

TotalEnergies SE (французька вимова: [tɔtal]; англійська: / toʊˈtæl / або / toʊˈtɑːl /) - французька багатонаціональна інтегрована нафтогазова компанія, заснована в 1924 році, і одна з семи «надвеликих» нафтових компаній. Її бізнес охоплює весь нафтогазовий ланцюг, починаючи від розвідки та видобутку сирої нафти та природного газу до виробництва електроенергії, транспортування, переробки, збуту нафтопродуктів та міжнародної торгівлі нафтою та продуктами. Total також є великим виробником хімічних речовин.
Головний офіс Total знаходиться в районі Tour Total в районі La Défense в Курбевуа, на захід від Парижа. Компанія є складовою індексу фондового ринку Euro Stoxx 50. У рейтингу Forbes Global 2000, Total SE, було визнано 29-ю за величиною публічною компанією у світі. Як і інші компанії з виробництва викопного палива, Total має складну історію екологічних та соціальних наслідків, включаючи численні суперечки. Відповідно до звіту CDP Carbon Majors Report 2017, компанія входила до 100 найбільших компаній, що виробляють викиди вуглецю у всьому світі, відповідаючи за 0,9% глобальних викидів у 1998-2015 роках.

## Історія

### 1924–1985: Compagnie française des pétroles
Компанія була заснована після Першої світової війни, коли тодішній президент Франції Раймон Пуанкаре відкинув ідею укласти партнерство з Royal Dutch Shell на користь створення французької нафтової компанії. За вказівкою Пуанкаре полковник Ернест Мерсьє за підтримки дев'яноста банків та компаній заснував Total 28 березня 1924 року як Compagnie française des pétroles (CFP), буквально "Французька нафтова компанія". Нафта вважалася життєво важливою у випадку нової війни з Німеччиною.
Відповідно до угоди, досягнутої під час конференції в Сан-Ремо 1920 р., Французька держава отримала 25% акцій, що належать Deutsche Bank в Турецькій нафтовій компанії (TPC), як частину відшкодування збитків, завданих Німеччиною під час Першої світової війни. Частка французького уряду в TPC була передана CFP, а угода про Червону лінію в 1928 році змінила частку CFP в TPC (пізніше перейменовану в Іракську нафтову компанію) в 23,75%. Компанія з самого початку вважалася компанією приватного сектору з огляду на її розміщення на Паризькій фондовій біржі в 1929 році.
Протягом 30-х років компанія займалася розвідкою та видобутком, переважно з Близького Сходу. Перший нафтопереробний завод запрацював у Нормандії в 1933 р. Після Другої світової війни CFP займався розвідкою нафти у Венесуелі, Канаді та Африці, переслідуючи джерела енергії у Франції. Розвідки в Алжирі, на той час французькій колонії, розпочалися в 1946 р., А Алжир став провідним джерелом нафти в 1950-х.
У 1954 р. Компанія CFP представила на Африканському континенті та в Європі свій продукт - загальну марку бензину.
У 1980 році компанія Total Petroleum (North America) Ltd., компанія, контрольована 50% CFP, викупила американські нафтопереробні та збутові активи Vickers Petroleum в рамках розпродажу Esmark своїх енергетичних холдингів. Ця покупка дала загальну потужність переробки, транспорт та мережу з 350 СТО в 20 штатах.

### 1985–2003: Total CFP та ребрендинг на Total
Компанія перейменувала себе в Total CFP у 1985 році, щоб побудувати на популярності своєї марки бензину. Пізніше, в 1991 році, назва була змінена на Total, коли вона стала публічною компанією, котирується на Нью-Йоркській фондовій біржі. Французький уряд, який раніше контролював понад 30 відсотків акцій компанії в 1991 р., Зменшив свою частку у фірмі до менш ніж 1 відсотка до 1996 р. За період між 1990 і 1994 рр. Іноземне володіння фірмою зросло з 23 відсотків до 44 відсотків.
Тим часом Total продовжував розширювати свою роздрібну присутність у Північній Америці під кількома торговими марками. У 1989 році Денвер, штат Колорадо, Total Petroleum, північноамериканський підрозділ Total CFP, придбав 125 торгових точок Road Runner у Тексаркани, штат Техас, компанії Truman Arnold. До 1993 року Total Petroleum управляла 2600 роздрібними магазинами під торговими марками Vickers, Apco, Road Runner та Total. Того року компанія розпочала реконструкцію та ребрендинг усіх своїх північноамериканських бензинових та міні-магазинів, щоб використовувати загальну назву [14]. Лише чотири роки потому Total продала свої північноамериканські операції з переробки та роздрібної торгівлі Ultramar Diamond Shamrock за 400 мільйонів доларів у запасі та 414 мільйонів доларів як прийнятий борг.
Після поглинання Total компанією Petrofina з Бельгії в 1999 році вона стала називатися Total Fina. Згодом він також придбав ельфа Аквітанії. Вперше названий TotalFinaElf після злиття в 2000 році, пізніше він був перейменований назад на Total 6 травня 2003 року. Під час цього ребрендингу був представлений поточний логотип глобуса.

### З 2003
У 2003 році Total купив 30% акцій газорозвідувального підприємства в Королівстві Саудівська Аравія (KSA) - спільному підприємстві South Rub 'al-Khali, а також Royal Dutch Shell та Saudi Aramco. Пізніше частку викупили її партнери.
У травні 2006 року компанія Saudi Aramco та TOTAL підписали Меморандум про розроблення проекту переробки нафти та нафтохімії Jubail у Саудівській Аравії, що передбачав 400 000 барелів на день (bpd). 21 вересня 2008 року дві компанії офіційно створили спільне підприємство SAUDI ARAMCO TOTAL Refining and Petrochemical Company (SATORP), в якому 62,5% акцій належало Saudi Aramco, а баланс - 37,5%, TOTAL.
У 2006 році Тотал відмовився від усієї роботи з розвитку Ірану через стурбованість Організації Об'єднаних Націй, що призвело до санкцій через можливу зброю ядерної програми Ірану.
Під час тендеру на контракти на послуги з обслуговування іракських нафтопродуктів у 2009–2010 рр. Консорціум, очолюваний CNPC (37,5%), до якого також входили TOTAL (18,75%) та Petronas (18,75%), отримав контракт на видобуток для "родовища Халфая" на півдні Ірак, який містить, за оцінками, 4,1 мільярда барелів (650 000 000 м³) нафти.
Станом на 2010 рік, Total нараховувала понад 96 000 співробітників і працювала у понад 130 країнах. У вересні 2010 року Total оголосив про плани вийти з ринку придворних територій Великої Британії.
У 2011 група отримала скоригований чистий прибуток у розмірі 13,9 млрд євро завдяки дуже високим цінам на чорне золото (максимум 147 доларів за барель) та активним операціям з переробки, внаслідок чого пролунали заклики до «націоналізації», звинувачення Total у накопиченні прибутку "за рахунок французів, які щодня бачать, як зростають ціни на бензин", мовляв, Total «сплачує лише 2,5% корпоративного податку у Франції», тоді як малі та середні підприємства "платять понад 30% податку на свій прибуток". У 2014 році було прийнято Пакт про відповідальність та солідарність, з модернізованим оподаткуванням.
У листопаді 2012 року Total оголосив, що продає 20% акцій та операційний мандат у своєму нігерійському офшорному проекті підрозділу China Petrochemical Corp за 2,5 мільярда доларів.
У 2013 році Total розпочав операцію в Кашагані разом з Північно-Каспійською операційною компанією. Це найбільше відкриття запасів нафти з 1968 року. У 2013 році Total збільшила свою частку в Новатеку до 16,96%. У вересні 2013 року Total і її партнер із спільного підприємства домовились придбати роздрібний дистрибуційний бізнес Chevron Corporation у Пакистані за невідому суму.
У січні 2014 року Total стала першою великою нафтогазовою компанією, яка придбала права на розвідку сланцевого газу у Великій Британії, після того як придбала 40-відсотковий пакет акцій двох ліцензій в районі корита Гейнсборо на півночі Англії за 48 мільйонів доларів. У липні 2014 року компанія повідомила, що вела ексклюзивні переговори про продаж свого бізнесу з розподілу зрідженого газу у Франції компанії UGI Corporation, що базується в штаті Пенсильванія, за 450 мільйонів євро (615 мільйонів доларів).
20 жовтня 2014 року, о 23:57 за турецьким часом, бізнес-літак "Dassault Falcon 50", що прямував до Парижа, загорівся і вибухнув під час зльоту після зіткнення з машиною для прибирання снігу в міжнародному аеропорту Внуково та загибелі чотирьох, у тому числі трьох членів екіпажу та генерального директора Total SA Крістоф де Маржері на борту. Наявність алкоголю підтверджено у крові водія транспортного засобу на землі. Патрік Пуянне, який на той час був керівником нафтопереробної компанії Total, був призначений генеральним директором, а також головою Total 16 грудня 2015 року.
У лютому 2015 року Total представила плани скоротити 180 робочих місць у Сполученому Королівстві, зменшити потужності нафтопереробних заводів та повільні витрати на родовища Північного моря після того, як вони впали до 5,7 млрд. Доларів за останній квартал. Компанія заявила, що також продасть активи на 5 мільярдів доларів у всьому світі і скоротить витрати на розвідку на 30%.
У червні 2016 року Total підписала угоду на 224 мільйони доларів на придбання Lampiris, третього за величиною бельгійського постачальника газу та відновлюваних джерел енергії для розширення діяльності з розподілу газу та електроенергії.
У липні 2016 року Total погодився придбати французького виробника акумуляторів Saft Groupe S.A. за угодою на 1,1 млрд доларів, щоб активізувати свій розвиток у сфері відновлюваної енергетики та електроенергетики.
До жовтня 2016 року компанія мала вартість акцій 111 581 млн євро, розподілених у 2 528 459 212 акцій. Акціями володіла велика кількість акціонерів, найбільшими були Blackrock (5,02%), працівники Total SA (4,9%), сама компанія (4,7%) та Group Bruxelles Lambert (2,5%).
У 2016 р. Total погодився придбати у Petrobras 2,2 млрд. Дол. США активів до і нижче за течією в рамках стратегічного альянсу фірм, оголошеного в жовтні 2016 р. [36] Для Total ці нові партнерські відносини з Petrobras зміцнюють позиції Total в Бразилії завдяки доступу до нових родовищ в басейні Сантоса при вступі в ланцюг газової вартості.
У період з 2013 по 2017 рік Total організував ARGOS Challenge, робототехнічне змагання з метою розробки роботів для своїх нафтогазових виробничих майданчиків. Перемогу здобула австрійсько-німецька команда, використовуючи варіант робота-відстежувача тауроб.
У липні 2017 року Total підписала угоду на загальну суму $ 4,8 млрд з Іраном на розробку та видобуток Південного Парсу, найбільшого в світі газового родовища. Угода стала першою іноземною інвестицією в Іран, оскільки в липні 2015 року санкції щодо ядерного озброєння Ірану були скасовані JCPOA.
У серпні 2017 року Total оголосив про придбання Maersk Oil на 7,45 мільярда доларів за операцією з частками та боргами. Ця угода позиціонуватиме Total як другого оператора в Північному морі.
У вересні 2017 року Total підписала угоду з EREN Renewable energy про придбання частки в 23% в EREN RE на суму 237,5 млн. Євро.
У листопаді 2017 року Total оголосив про запуск на французькому ринку житлових будинків Total Spring пропозиції природного газу та зеленої енергії, яка на 10% дешевша за регульовані тарифи. Таким чином, Total проводить свою стратегію подальшої інтеграції в ланцюжок вартості газу та електроенергії в Європі.
У серпні 2018 року Total офіційно вийшов з іранського газового родовища Південний Парс через тиск санкцій з боку США.
У серпні 2019 року компанія Total оголосила про продаж 30% акцій мережі трубопроводів Трапіл оператору сховища сирої нафти Pisto SAS за 260 мільйонів євро.
У серпні 2019 року Total підписала угоди про передачу 30% та 28,33% своїх активів у Намібійському блоці 2913B та Block 2912 відповідно до Qatar Petroleum. Компанія також передасть 40% своїх існуючих 25% акцій в блоках Оріндуїк та Кануку Гаяни та 25% частки в блоках L11A, L11B та L12 Кенії компанії Qatar Petroleum.
У грудні 2020 року компанія оголосила, що планує скоротити 500 добровільних робочих місць у Франції.
У січні 2021 року Тоталь покидає лобі Американського інституту нафти через розбіжності в загальному баченні того, як боротися зі зміною клімату.
У квітні 2021 року Total заявила, що зареєструвала дохід у розмірі 3 мільярди доларів за період січня-березня, що наближається до рівня, зареєстрованого до пандемії.

## Організація

### Сегменти бізнесу
У вересні 2016 року Total створив нову організацію, щоб досягти своїх амбіцій стати відповідальним енергетичним майором.  Він складається з наступних сегментів:
- Розвідка та видобуток
- Газ, відновлювані джерела енергії
- Переробка та хімікати
- Торгівля та доставка
- Маркетинг та послуги
- Загальні глобальні послуги

У 2016 році Total також створив два нових корпоративних підрозділи: а саме: Люди та соціальна відповідальність (людські ресурси; охорона здоров'я, безпека та навколишнє середовище; відділ безпеки; та новий відділ залучення громадянського суспільства) та стратегія та інновації (відділ стратегії та клімату, відповідальний за забезпечення ця стратегія включає сценарій глобального потепління до 2 °C, зв'язки з громадськістю, аудит, дослідження та розробка, головний директор з питань цифрових технологій та старший віце-президент з питань технологій).

### Філії та дочірні компанії Total SE
Станом на 31 грудня 2014 року, Total SE мала 903 дочірні компанії, консолідовані в результатах групи, а також дочірні інвестиції та спільні підприємства, в основному на зрідженому газі. Крім того, Total мала інші пакети акцій на суму близько 3 млрд. Євро, що трактувалось як інвестиції та брало участь у ряді значних спільних підприємств, здебільшого пов’язаних із розвідкою, виробництвом та транспортуванням зрідженого і зрідженого газу.
Спільні підприємства, які розглядаються як дочірні компанії, перелічені в розділі консолідованих дочірніх підприємств.

### Головний офіс
Головний офіс компанії знаходиться в Tour Total в районі La Défense у місті Курбевуа, Франція, недалеко від Парижа. Спочатку будівля була побудована між 1983 і 1985 роками для ельфа Аквітанії; Total SA придбала будівлю після її злиття з Elf у 2000 році.

### Керівництво
Крістоф де Маржері був виконавчим директором з 14 лютого 2007 року до 20 жовтня 2014 року, коли загинув в авіакатастрофі в аеропорту Внуково в Москві. Під час зльоту літака він зіткнувся зі снігоочисником, який не зміг прослідкувати за рештою своєї колони. Його загальна річна компенсація за цю роль становила 2 746 335 євро, що складалося з 1 250 000 євро зарплати та 1 496 335 євро премії.
Нинішнім головою та генеральним директором компанії є Патрік Пуянне (2014 до сьогодні). 16 грудня 2015 року Патрісію Барбізе було призначено провідним незалежним директором.

### Комітет з управління діяльністю групи
З 2 квітня 2015 р., Існує Комітет з управління діяльністю групи. Завданням цього комітету є вивчення, аналіз та пілотування безпеки, фінансових та ділових результатів групи. Окрім членів виконавчого комітету, до складу цього комітету входять керівники, що відповідають за основні бізнес-підрозділи групи, а також обмежена кількість старших віце-президентів з функцій на рівні груп та філій. З вересня 2016 року до складу комітету входили:
- Щодо функцій групи, старші віце-президенти, відповідальні за: корпоративні комунікації, правову сферу, HSE, а також стратегію та клімат.
- Щодо розвідки та видобутку, старші віце-президенти, відповідальні за такі підрозділи: Африка, Америка, Азіатсько-Тихоокеанський регіон, Європа та Центральна Азія, Близький Схід / Північна Африка, Розвідка, та одна функція, визначена Comex.
- Що стосується газу, відновлюваних джерел енергії та енергетики, президент і енергетика президента та функція, обрана виконавчим комітетом
- Що стосується нафтопереробки та хімічних речовин, старші віце-президенти, відповідальні за наступні підрозділи: нафтопереробна та основна хімія Європа, нафтопереробна та нафтохімічна продукція Orient, полімери, Хатчінсон, та одна функція, визначена Comex.
- Для торгівлі судноплавством старший віце-президент з торгівлі судноплавством.
- Що стосується маркетингу та послуг, старші віце-президенти, відповідальні за наступні бізнес-підрозділи: Європа, Африка, глобальний бізнес, та одну функцію, визначену Comex.
- Що стосується Total global services, президент Total global services.

## Діяльність

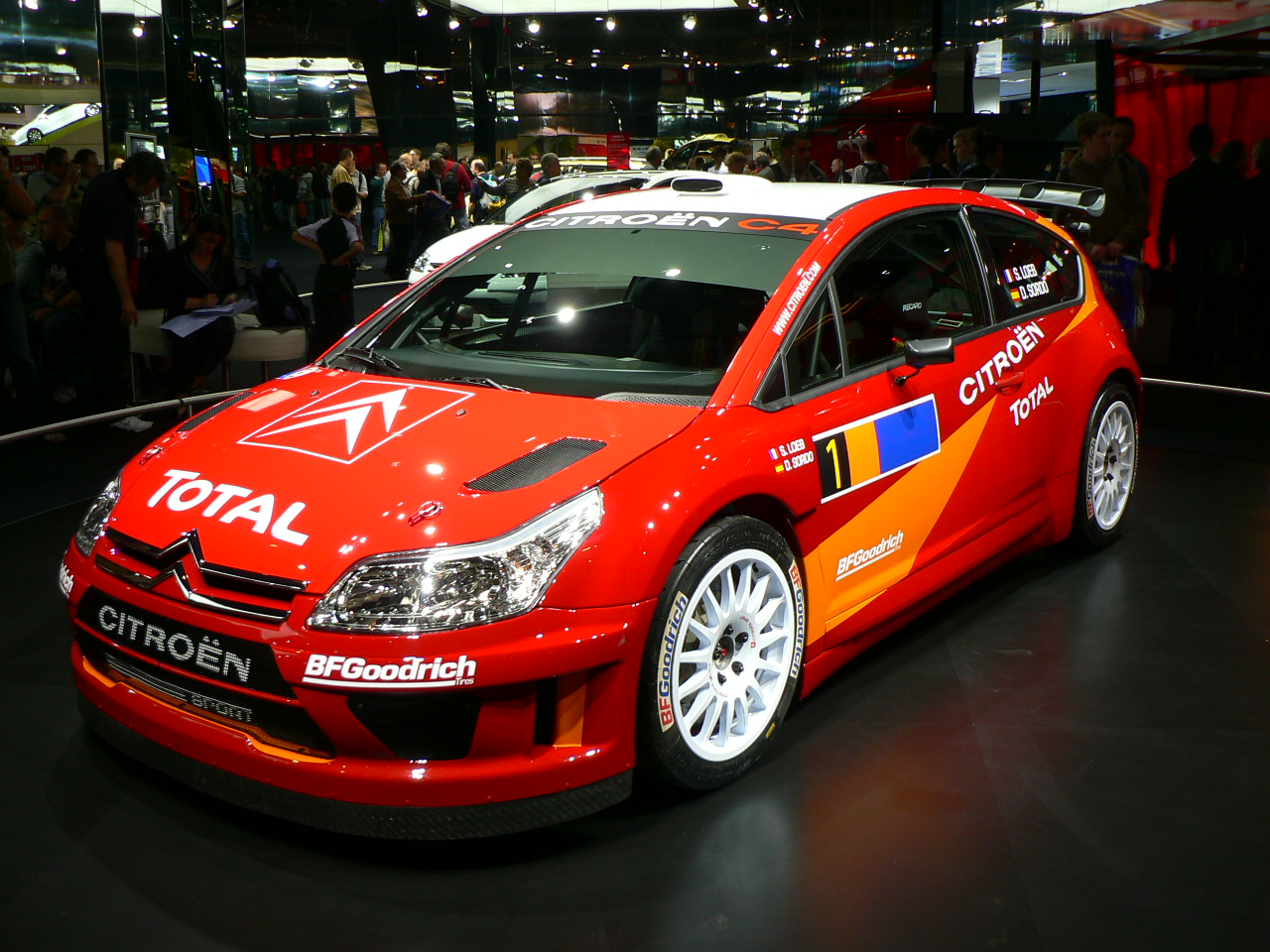
Компанія також є спонсором багатьох спортивних заходів

Компанія веде операції більш ніж в 130 країнах світу; в компанії працює 111 тис. співробітників. Видобуток нафти і газу досягає 2,6 млн барелів нафтового еквівалента на добу (близько 130 млн т на рік), запаси оцінюються в 11,1 млрд барелів нафтового еквівалента (близько 1,5 млрд т).
Крім видобутку, компанія здійснює нафтопереробку і володіє мережею АЗС, а також володіє низкою підприємств хімічної індустрії, а також в інших галузях. Також має ряд дочірніх компаній (Atotech, Bostik, Hutchinson).
Сукупна чисельність персоналу компанії — 112,9 тис. осіб (2005 рік). Виручка в 2005 році склала 143,2 млрд євро (в 2004–122 млрд євро), чистий прибуток — 12,3 млрд євро (10,9 млрд євро). Ринкова капіталізація на 27 лютого 2006 року — 126,1 млрд євро.
Мережа автозаправних станцій корпорації налічує понад 15,4 тис. одиниць, більшість із них розташовані у Європі — понад 9,8 тис. одиниць. Total є лідером за кількістю АЗС у Західній Європі та Африці.
Міжнародний консорціум на чолі з Total (NYSE: TOT) і єгипетської газової холдингової компанії (EGAS) підписав угоду про розвідку і видобуток на шельфі North Ras Kanayis, на шельфі Єгипту.